# Cyphotomyia lynchii
Cyphotomyia lynchii är en tvåvingeart som beskrevs av Samuel Wendell Williston  1889. Cyphotomyia lynchii ingår i släktet Cyphotomyia och familjen rovflugor. Inga underarter finns listade i Catalogue of Life.